# 010 Trojans
Die 010 Trojans sind ein niederländisches American-Football-Team aus Rotterdam. Seit 2024 spielen sie in den belgisch-niederländischen BNL Football League.

## Geschichte
Nachdem die Rotterdam Trojans – niederländischer Meister 1996 und 1997 – in Insolvenz gingen, wurde am 28. November 2012 mit den 010 Trojans in Rotterdam ein neues Footballteam gegründet. 010 ist die Vorwahl der Region Rotterdam.
Die 010 Trojans starteten 2013 in der untersten, der dritten, Liga und wurden dort sofort ungeschlagen Meister. In der Saison 2014 kamen sie ungeschlagen bis ins Halbfinale, wo sie jedoch verloren. Nachdem zur Saison 2015 das Wettkampfformat geändert wurde, waren die 010 Trojans in der höchsten Spielklasse angekommen. 2016 besiegten sie die Alphen Eagles im Halbfinale der niederländischen Meisterschaft und zogen so erstmals in das Finale, den Tulip Bowl, ein. Dort unterlagen sie mit 6:40 den Amsterdam Crusaders. Auch 2017 gelangten die 010 Trojans wieder in den Tulip Bowl, verloren jedoch erneut gegen die Crusaders, diesmal mit 13:33.
In der Saison 2024 traten die Trojans nicht mehr in der Eredivisie an, sondern wechselten in die BNL Football League, eine Liga für Teams der Beneluxstaaten.  Dort traten sie unter dem Namen Rotterdam Trojans an.

## Jugend
Aufgrund der geringen Nachfrage an Jugendfootball bilden die 010 Trojans seit 2014 zusammen mit den Teams aus Eindhoven und Spijkenisse ein gemeinsames Jugendteam.